# Granitas Kaunas
Il Granitas Kaunas è una squadra di pallamano maschile lituana, con sede a Kaunas.

## Palmarès
- Campionato lituano di pallamano maschile: 15
1992, 1993, 1994, 1995, 1996, 1997, 1998, 1999, 2000, 2001, 2002, 2003, 2004, 2005, 2008, 2009.
- IHF Cup: 1
1986-87.